# Daytime-Emmy-Verleihung 2016
Die Daytime-Emmy-Verleihung 2016 fand am 1. Mai 2016 im Westin Bonaventure Hotel in Los Angeles, Kalifornien statt. Es war das zweite Mal nach 2014, dass es keine traditionelle Awards-Show gab. Die Preisvergabe wurde auch nicht im Fernsehen übertragen.
Die Nominierungen wurden in den Hauptkategorien am 27. Januar 2016 verkündet, die weiteren Nominierungen am 24. März 2016 während einer Episode von The Talk.

## Programmkategorien
| Dramaserie (Outstanding Drama Series) | Spielshow (Outstanding Game Show) |
| --- | --- |
| - General Hospital (ABC) - Reich und Schön (CBS) - Schatten der Leidenschaft (CBS) - Zeit der Sehnsucht (NBC) | - The Price Is Right (CBS) - Jeopardy! (Syndikation) - Monopoly Millionaires' Club (Syndikation) - Let's Make a Deal (CBS) - Who Wants to Be a Millionaire? (Syndikation) |
| Entertainment-Talkshow (Outstanding Talk Show-Entertainment) | Informative Talkshow (Outstanding Talk Show-Informative) |
| - The Talk (Syndikation) - The Ellen DeGeneres Show (Syndikation) - The Real (Syndikation) - The View (ABC) - The Wendy Williams Show (Syndikation)                                                                | - The Chew (ABC) - The Dr. Oz Show (Syndikation) - Larry King Now (Ora TV) - The Doctors (Syndikation) - The Kitchen (Food Network)                                       |
| Frühstücksprogramm (Outstanding Morning Program) | Outstanding Morning Program in Spanish |
| - CBS Sunday Morning - Good Morning America (ABC) - CBS This Morning - The Today Show (NBC) | - Café CNN (CNN en Español) - Un Nuevo Día (Telemundo) - ¡Despierta América! (Univision)                                                                                  |
| Spanischsprachige Sendung (Outstanding Entertainment Program in Spanish) | Entertainment News (Outstanding Entertainment News Program) |
| - SuperLatina with Gaby Natale (SuperLatina + AGANARmedia + VmeTV) - Clix (CNN en Español) - Destinos (CNN en Español) - Fuerza En Movimiento (CNN en Español) - Vive la salud con la Dra. Azaret (CNN en Español) | - Extra (Syndikation) - Access Hollywood (Syndikation) - News (E!) - EntertaiDestinos ight (Syndikation) - TMZ (Syndikation)                                              |
| Kochshow (Outstanding Culinary Series) | |
| - Patricia Heaton Parties: Season 1 (Food Network) - America's Test Kitchen (PBS) - Cook's Country (PBS) - Giada in Italy (Food Network) - Mexico: One Plate at a Time (PBS) - Pati's Mexican Table (PBS)          | |

## Schauspiel
| Hauptdarsteller in einer Dramaserie (Outstanding Lead Performance in a Drama Series) | Hauptdarsteller in einer Dramaserie (Outstanding Lead Performance in a Drama Series) |
| Hauptdarsteller | Hauptdarstellerin |
| --- | --- |
| - Tyler Christopher als Nikolas Cassadine in General Hospital - Anthony Geary als Luke Spencer in General Hospital - Justin Hartley als Adam Newman in Schatten der Leidenschaft - Christian LeBlanc als Michael Baldwin in Schatten der Leidenschaft - Kristoff St. John als Neil Winters in Schatten der Leidenschaft | - Gina Tognoni als Phyllis Summers in Zeit der Sehnsucht - Tracey Bregman als Lauren Fenmore Baldwin in Schatten der Leidenschaft - Kassie DePaiva als Eve Donavan in Zeit der Sehnsucht - Finola Hughes als Anna Devane in General Hospital - Maura West als Ava Jerome in General Hospital                         |
| Nebendarsteller (Outstanding Supporting Performance in a Drama Series) | |
| Nebendarsteller | Nebendarstellerin |
| - Sean Blakemore als Shwan Butler in General Hospital - Steve Burton als Dylan McAvoy in Schatten der Leidenschaft - Bryton James als Devon Hamilton in Schatten der Leidenschaft - Jacob Young als Rick Forrester in Reich und Schön - Dominic Zamprogna als Dante Falconeri in General Hospital                       | - Jessica Collins als Avery Bailey Clark in Schatten det Leidenschaft - Lauralee Bell als Christine Williams in Schatten der Leidenschaft - Linsey Godfrey als Caroline Spencer in Reich und Schön - Peggy McCay als Caroline Brady in Zeit der Sehnsucht - Melissa Reeves als Jennifer Horton in Zeit der Sehnsucht |
| Kinderschauspieler (Outstanding Performance by a Younger Actor in a Drama Series) | Kinderschauspielerin (Outstanding Performance by a Younger Actress in a Drama Series) |
| - Bryan Craig als Morgan Corinthos in General Hospital - Nicolas Bechtel als Spencer Cassdine in Generalk Hospital - Max Ehrich als Fenmore Baldwin in Schatten der Leidenschaft - Pierson Fode als Thomas Forrester in Reich und Schön - Tequan Richmond als TJ Ashford in General Hospital                            | - True O'Brien als Paige Larson in Zeit der Sehnsucht - Reign Edwards als Nicole Avant Forrester-Dominguez in Reich und Schön - Hunter King als Summer Newman in Schatten der Leidenschaft - Ashlyn Pearce als Aly Forrester in Reich und Schön - Brooklyn Rae Silzer als Emma Drake in General Hospital             |
| Gastschauspieler (Outstanding Guest Performer in a Drama Series) | |
| - Obba Babatundé als Julius Avant in Reich und Schön - Anna Maria Horsford als Vivienne Avant in Reuich und Schön - Adam Leadbeater als Dr. Malcom in Zeit der Sehnsucht - Frank Runyeon als Angel in Schatten der Leidenschaft - Dee Wallace als Patricia Spencer in General Hospital                                  | |

## Moderation
| Gameshow-Moderation (Outstanding Game Show Host) | Talkshow-Moderator Entertainment (Outstanding Entertainment Talk Show Host) |
| --- | --- |
| - Craig Ferguson, Celebrity Name Game - Wayne Brady, Let’s Make a Deal - Brooke Burns, The Chase - Billy Gardell, Monopoly Millionaires' Club - Steve Harvey, Family Feud                                                             | - Kelly Ripa und Michael Strahan in Live! with Kelly and Michael - Adrienne Bailon, Tamar Braxton, Loni Love, Jeannie Mai and Tamera Mowry, The Real - Julie Chen, Sara Gilbert, Sharon Osbourne, Aisha Tyler und Sheryl Underwood, The Talk - Joy Behar, Jedediah Bila, Candace Cameron Bure, Paula Faris, Whoopi Goldberg, Sara Haines, Sunny Hostin und Raven-Symoné, The View - Wendy Williams, The Wendy Williams Show |
| Talkshow-Moderator (Outstanding Informative Talk Show Host) | Outstanding Daytime Talent in a Spanish Language Program |
| - Dr. Mehmet Oz, The Dr. Oz Show (Syndikation) - Mario Batali, Carla Hall, Clinton Kelly, Daphne Oz und Michael Symon, The Chew - Steve Harvey, Steve Harvey (Syndikation) - Larry King, Larry King Now - Peter Salgo, Second Opinion | - Gaby Natale – SuperLatina with Gaby Natale - Raul De Molina, El Gordo y la Flaca (Univision) - Carlos Calderon, El Gordo y la Flaca (Univision) - Elizabeth Hernandez Curiel, El Gordo y la Flaca (Univision) - Camilo Egana, Eucentro (CNN en Español) |

## Produktion
| Drehbuch (Outstanding Writing Team)                              | Regie für eine Dramaserie (Outstanding Drama Series Directing Team)                   |
| ---------------------------------------------------------------- | ------------------------------------------------------------------------------------- |
| - Reich und Schön - General Hospital - Schatten der Leidenschaft | - General Hospital - Zeit der Sehnsucht - Reich und Schön - Schatten der Leidenschaft |

## Lifetime Achievement Awards
- Sonia Manzano